# Barrage du Seujet

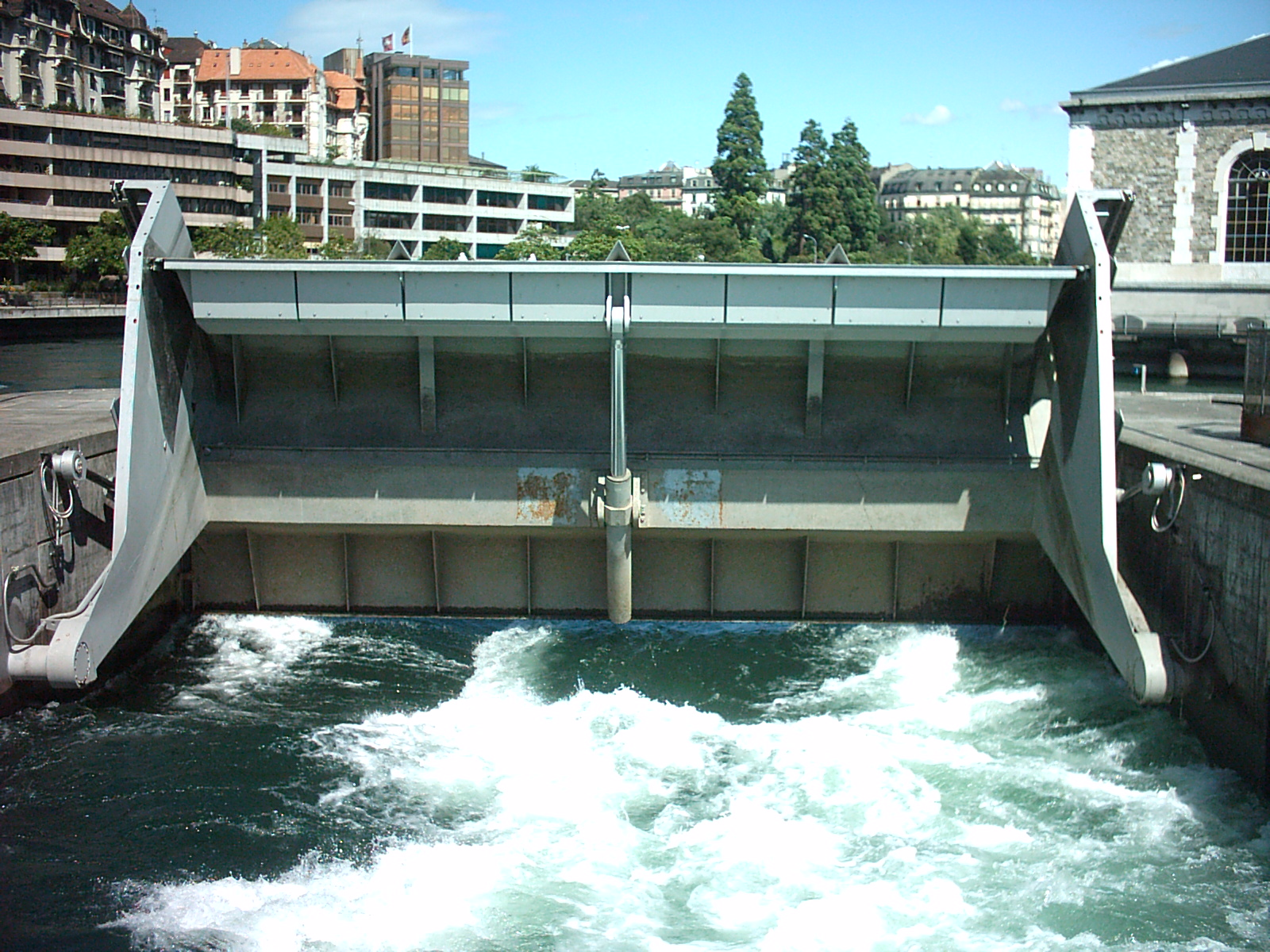
Ein Segmentwehr des Barrage du Seujet

Das Barrage du Seujet ist ein Wehr und ein Laufwasserkraftwerk an der Rhone in Genf, mit dem der Wasserstand im Genfersee reguliert wird. Es liegt zwischen den Brücken Pont de la Coulouvrenière und Pont Sous-Terre, einen Kilometer entfernt vom Ende des Sees.
Der Name stammt von der Uferstrasse Quai du Seujet.

## Geschichte
Das Barrage du Seujet wurde 1995 nach drei Jahren Bau eingeweiht. Es ersetzt die alten Wehre am Pont de la Machine und das alte Kraftwerk der Usine des Forces Motrices de la Coulouvrenière, die zuvor gemeinsam den Wasserstand des Genfersees regulierten. Für den Bau wurde ein Abkommen zwischen den Seeanrainerkantonen Genf, Waadt und Wallis vereinbart. Das Wehr, das Kraftwerk und die Schleuse werden von den öffentlichen Services Industriels de Genève (SIG) betrieben. Finanziell ist die Stadt Genf verantwortlich für die Schleuse, die öffentlich zugängliche Terrasse und den Steg. Die Kantone Waadt und Wallis beteiligen sich am Unterhalt der Wehre.
Die Seeregulierung ist im interkantonalen Abkommen und in einem Reglement definiert. Das Seeniveau muss entsprechend zwischen 371,7 m ü. M. und 372,3 m ü. M. gehalten werden. Jedes Schaltjahr wird zudem das Seeniveau am Frühlingsanfang für einen Monat auf 371,5 m ü. M. herabgesetzt, um Arbeiten an den Seeufern zu ermöglichen.
Frankreich als Anrainerstaat des Genfersees hat sich in der Vergangenheit nicht an der Regulierung des Damms beteiligt. Die französische Regierung hat jedoch begonnen, sich in Verhandlungen mit der Schweiz um ein Mitspracherecht zu bemühen.

## Technik
Auf der nördlichen Seite besteht die Anlage aus drei 13 m breiten Segmentwehren, wovon eines ein Teil einer 27 m langen Schleuse ist. Auf der südlichen Seite befindet sich das Kraftwerk mit drei Kaplan-Turbinen mit horizontaler Achse. Die gesamte installierte Leistung beträgt 8,7 MW, die jährliche Stromproduktion 21,1 GWh. Das gesamte Kraftwerk ist unterirdisch, darüber befindet sich eine öffentlich zugängliche Terrasse, die zu einem Fussgängersteg über die Überlaufwehre führt. Zudem gibt es eine Fischtreppe und eine Bibertreppe.
Für die Elektrizitätsproduktion ist das Barrage du Seujet nicht nur wegen seiner eigenen Leistung wichtig, sondern auch wegen der Regulierung des Rhoneabflusses zwischen 30 und 750 m³/s um die Leistung der unterhalb gelegenen Laufwasserkraftwerke Barrage de Verbois und Chancy-Pougny im Tagesverlauf an die Stromnachfrage anzupassen. Im Jahresmittel fliessen ca. 250 m³ Wasser je Sekunde aus dem See.